# Cesc Fàbregas
Francesc „Cesc“ Fàbregas Soler (* 4. května 1987 Arenys de Mar) je bývalý španělský profesionální fotbalista, který hrál na pozici středního záložníka. Mezi lety 2006 až 2016 odehrál také 110 zápasů v dresu španělské reprezentace, ve kterých vstřelil 15 branek. Nyní působí v italském klubu Como 1907 jako hlavní trenér A týmu a U19.
Se španělskou reprezentací se v letech 2008 a 2012 stal mistrem Evropy a v roce 2010 i mistrem světa.
Dne 1. července 2023 Fàbregas oznámil konec kariéry a v klubu Como 1907 nyní působí jako hlavní trenér B týmu a juniorů do 19 let.

## Klubová kariéra

### Arsenal
Fàbregas začal svou fotbalovou kariéru v mládežnických výběrech španělského celku FC Barcelona. V roce 2003 podepsal smlouvu s anglickým Arsenalem. Svůj první zápas v dresu londýnského klubu odehrál Fàbregas proti mužstvu Rotherhamu United a stal se tak nejmladším hráčem v historii Arsenalu, který nastoupil a zároveň vstřelil svou první branku. Po odchodu Patricka Vieiry do Juventusu se prosadil do základní sestavy.
V roce 2006 získal cenu Bravo i ocenění Golden Boy pro nejlepšího hráče evropského kontinentu do 21 let věku.
V roce 2008 se následně stal kapitánem a vůdcem A týmu Arsenalu.

### FC Barcelona
V polovině srpna 2011 byla podepsána smlouva o jeho návratu do Barcelony; přestupová částka se odhaduje na 35 milionů liber. V sezóně 2012/13 získal s Barcelonou titul ve španělské lize.
22. prosince 2013 zaznamenal v ligovém utkání s Getafe CF dvě branky, Barcelona dokázala otočit stav z 0:2 na konečných 5:2.

### Chelsea FC
Dne 12. června 2014 přestoupil do londýnského klubu Chelsea FC. Hned v úvodním zápase proti Burnley přihrál na gól další letní posile Chelsea - Diegu Costovi (výhra 3:1). Svůj první gól v dresu blues vstřelil 17. září v zápase se FC Schalke 04 (1:1). 3. května 2015 tři kola před koncem získal s Chelsea ligový titul.

### AS Monaco
V zimě 2018 se Cesc dohodl s francouzským klubem AS Monaco a přestoupil z Chelsea. V AS Monaco měl smlouvu do roku 2022.

### Como 1907
Fàbregas se v létě 2022, po odchodu z AS Monaco, vydal na Apeninský poloostrov. Bývalý španělský reprezentant posílil druholigové Como, kde se zavázal na dva roky.

## Reprezentační kariéra
Zúčastnil se Mistrovství světa hráčů do 17 let 2003 ve Finsku, kde mladí Španělé podlehli ve finále Brazílii 0:1, o rok později hrál na Mistrovství Evropy hráčů do 17 let, kde ve finále Španělsko podlehlo domácí Francii 1:2.

### A-mužstvo
V A-mužstvu Španělska debutoval 1. 3. 2006 ve Valladolidu v přátelském zápase proti reprezentaci Pobřeží slonoviny (výhra 3:2).
14. června 2006 se stal nejmladším španělským účastníkem mistrovství světa, když střídal Luise Garcíu po 77 minutách utkání skupiny H, ve kterém Španělé porazili 4:0 Ukrajinu. V té chvíli mu bylo 19 let a 41 dní a překonal tak rekord nejmladšího španělského účastníka MS, který ve stejném zápase stanovil o rok starší Sergio Ramos.
Se španělskou reprezentací vyhrál dvakrát Mistrovství Evropy (2008 a 2012) a jednou Mistrovství světa (2010). Ve finále finále MS proti Nizozemsku přihrál Andrési Iniestovi na vítězný gól.
Trenér Vicente del Bosque jej vzal na Mistrovství světa 2014 v Brazílii, kde Španělé jakožto obhájci titulu vypadli po dvou porážkách a jedné výhře již v základní skupině B.

Vicente del Bosque jej nominoval i na EURO 2016 ve Francii, kde byli Španělé vyřazeni v osmifinále Itálií po porážce 0:2.

## Ostatní projekty
Fàbregas měl svou vlastní televizní show, která se jmenovala "The Cesc Fàbregas Show: Nike Live". Byla odvysílána 19. května 2008. Program byl sponzorován značkou Nike a byl odvysílán na televizní stanici Sky Sports. Show představovala Fábregase v různých skečích se spoluhráči z Arsenalu jako Philippe Senderos a Nicklas Bendtner, či s trenérem Wengerem.
Fàbregas je také Čestným patronem kampaně proti rasismu ve fotbale a společnosti "Show Racism the Red Card".

## Statistiky
Klubové
Statistiky aktualizovány 11. ledna 2018
| Klub             | Sezóna           | La Liga/Premier League | La Liga/Premier League | La Liga/Premier League | Pohár  | Pohár | Pohár     | Evropa | Evropa | Evropa    | Celkem | Celkem | Celkem    |
| Klub             | Sezóna           | Starty                 | Góly                   | Asistence              | Starty | Góly  | Asistence | Starty | Góly   | Asistence | Starty | Góly   | Asistence |
| ---------------- | ---------------- | ---------------------- | ---------------------- | ---------------------- | ------ | ----- | --------- | ------ | ------ | --------- | ------ | ------ | --------- |
| Arsenal          | 2003/04          | 0                      | 0                      | 0                      | 3      | 1     | 0         | 0      | 0      | 0         | 3      | 1      | 0         |
| Arsenal          | 2004/05          | 33                     | 2                      | 2                      | 8      | 0     | 1         | 5      | 1      | 0         | 46     | 3      | 3         |
| Arsenal          | 2005/06          | 35                     | 3                      | 5                      | 2      | 1     | 0         | 13     | 1      | 1         | 50     | 5      | 6         |
| Arsenal          | 2006/07          | 38                     | 2                      | 7                      | 6      | 0     | 1         | 10     | 2      | 1         | 54     | 4      | 9         |
| Arsenal          | 2007/08          | 32                     | 7                      | 20                     | 3      | 0     | 0         | 10     | 6      | 2         | 45     | 13     | 22        |
| Arsenal          | 2008/09          | 22                     | 3                      | 10                     | 1      | 0     | 0         | 10     | 0      | 6         | 33     | 3      | 16        |
| Arsenal          | 2009/10          | 27                     | 15                     | 15                     | 1      | 0     | 1         | 8      | 4      | 3         | 36     | 19     | 19        |
| Arsenal          | 2010/11          | 25                     | 3                      | 13                     | 6      | 3     | 1         | 5      | 3      | 2         | 36     | 9      | 16        |
| Celkem           | Celkem           | 212                    | 35                     | 72                     | 30     | 5     | 4         | 61     | 17     | 15        | 303    | 57     | 91        |
| Barcelona        | 2011/12          | 28                     | 9                      | 10                     | 8      | 3     | 7         | 9      | 1      | 3         | 48     | 15     | 20        |
| Barcelona        | 2012/13          | 32                     | 11                     | 13                     | 7      | 2     | 1         | 8      | 1      | 0         | 48     | 14     | 14        |
| Barcelona        | 2013/14          | 36                     | 8                      | 14                     | 8      | 4     | 2         | 9      | 1      | 1         | 55     | 13     | 17        |
| Celkem           | Celkem           | 96                     | 28                     | 37                     | 23     | 9     | 10        | 26     | 3      | 4         | 151    | 42     | 51        |
| Chelsea          | 2014/15          | 34                     | 3                      | 19                     | 5      | 0     | 1         | 8      | 2      | 4         | 47     | 5      | 23        |
| Chelsea          | 2015/16          | 37                     | 5                      | 7                      | 5      | 0     | 1         | 7      | 1      | 1         | 49     | 6      | 9         |
| Chelsea          | 2016/17          | 29                     | 5                      | 12                     | 8      | 2     | 1         | -      | -      | -         | 37     | 7      | 11        |
| Chelsea          | 2017/18          | 32                     | 2                      | 4                      | 9      | 0     | 4         | 8      | 1      | 1         | 49     | 3      | 6         |
| Chelsea          | 2018/19          | 6                      | 0                      | 0                      | 5      | 1     | 0         | 5      | 0      | 2         | 16     | 0      | 1         |
| Celkem           | Celkem           | 138                    | 15                     | 42                     | 32     | 3     | 7         | 28     | 4      | 8         | 198    | 22     | 57        |
| Monaco           | 2018/19          | 5                      | 1                      |                        | 2      |       |           |        |        |           | 7      | 1      |           |
| Celkem           | Celkem           | 5                      | 1                      |                        | 2      |       |           |        |        |           | 7      | 1      |           |
| Celkem v kariéře | Celkem v kariéře | 451                    | 79                     | 151                    | 87     | 17    | 21        | 115    | 24     | 27        | 659    | 122    | 199       |

## Dosažené úspěchy

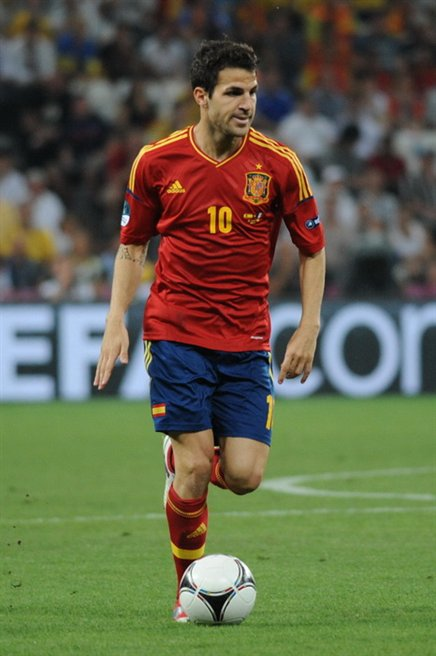
Cesc Fàbregas ve čtvrtfinálovém zápase Eura 2012 proti Francii (2:0).

### Klubové
Arsenal FC
- FA Cup (1×)

 (2005)
- Community Shield (1×)

 (2004)
- Liga mistrů UEFA

 (2005/06)
 FC Barcelona
- Primera División (1x)

 (2012/13)
- Supercopa de España (2x)

 (2011, 2013)
- Superpohár UEFA (1x)

 (2010/11)
- Mistrovství světa ve fotbale klubů (1x)

 (2011)
 Chelsea FC
- Football League Cup (1x)

 (2014/15)
- Premier League (1x)

 (2014/15)
 AS Monaco
-

### Reprezentační
- Mistrovství Evropy ve fotbale (2×)

 (EURO 2008, EURO 2012)
- Mistrovství světa ve fotbale (1×)

 (MS 2010)
- Mistrovství světa ve fotbale hráčů do 17 let

 (2003)
- Mistrovství Evropy ve fotbale hráčů do 17 let

 (2004)

### Individuální
- Mistrovství světa ve fotbale hráčů do 17 let - nejlepší hráč 2003
- Mistrovství světa ve fotbale hráčů do 17 let - nejlepší střelec 2003
- Mistrovství Evropy ve fotbale hráčů do 17 let - nejlepší hráč 2004
- Cena Bravo (2006)
- Golden Boy (2006)